# 井上絵美
井上 絵美（いのうえ えみ、1959年 - ）は、日本の料理研究家である。

## 人物
慶應義塾幼稚舎を経て聖心女子大学卒業。
大学卒業後に渡仏し、辻調理師専門学校フランス校リヨンにてフランス料理、ルノートル製菓学校パリでフランス菓子を学んだ。日本に帰国後、料理教室を設立し、「エコール・エミーズ」という総合的に「食」を学ぶスクールを主宰している。

## 家族
父は映画監督の井上梅次、母は元タカラジェンヌの娘役トップで宝塚歌劇団卒業生で女優の月丘夢路、叔母は宝塚音楽学校卒業生で女優の月丘千秋と松竹映画『花ある星座』や日活映画『美徳のよろめき』に出演した月丘洋子。

## 著書
- 『井上絵美のわたし・デザート・大好き』世界文化社, 1991.1
- 『井上絵美の愛されるお料理レッスン』光文社, 1995.11
- 『そして、料理に恋をする。 あなたも、きっと好きになる、117皿の素敵なレシピ』講談社, 1996.12
- 『おいしいおいしい招待状』講談社, 1997.12
- 『今はじまる、新ケーキ伝説 : 1:1:3:1 (講談社のお料理book) 2000.10
- 『いい女がつくるパパッとかっこいい料理 (講談社のお料理book) 2001.11
- 『おいしいものに恋をして。』幻冬舎, 2001.5
- 『おいしい愉しみおすそわけ』PHP研究所, 2003.11
- 『料理センスを磨くおいしい決め技 (講談社のお料理book) 2005.11
- 『愛しのお取り寄せ : Amy's selection 84』幻冬舎, 2005.11
- 『おいしい近道 インスピレーションレシピ (講談社のお料理book) 2007.10
- 『井上絵美の素敵なおもてなし』(講談社+α文庫) 2007.2
- 『パーティメニューに迷ったら…。 (講談社のお料理book) 2008.11
- 『おもてなしのおしゃれごはん 食のプロ養成学校エコールエミーズ (講談社のお料理BOOK) 2013.10